# Rudy Vanschoonbeek
Rudy Vanschoonbeek (1959) is een Vlaams uitgever. 
Hij richtte in 1983 Uitgeverij Dedalus op en was vervolgens directeur bij de Uitgeverijen Singel 262 Antwerpen (tegenwoordig WPG uitgevers België) en directeur algemene uitgeverij bij de Standaard Uitgeverij, en werkte bij enkele andere uitgeverijen. Hij heeft op 8 juni 2008 de algemene Uitgeverij Vrijdag opgericht, een brede publieksuitgeverij voor literaire fictie, non-fictie en kinderboeken. 
Bij zijn pensionering droeg hij midden 2024 de uitgeverij over aan Pelckmans Uitgevers. Hij was voorzitter van de Vlaamse Uitgevers Vereniging (VUV) van 2004 tot 2017 en voorzitter van de Federation of European Publishers (FEP) tot 2020. Tot begin 2025 was Vanschoonbeek voorzitter van Librius CVBA, de beheersvennootschap van de Vlaamse Uitgevers. Daarnaast is hij voorzitter van de raad van bestuur van het literair tijdschrift DW B. 